# European Diploma in Anaesthesiology and Intensive Care
Die European Diploma in Anaesthesiology and Intensive Care Examination (EDAIC) ist eine europäische einheitliche Qualifikation für Fachärzte für Anästhesiologie. Die Bezeichnung lautet Diplomate of the European Society of Anaesthesiology and Intensive Care (DESAIC) und hieß zuvor Diploma of the European Academy of Anaesthesiology (DEAA).
Das Diplom wird von der europäischen Fachgesellschaft European Society of Anaesthesiology and Intensive Care (ESAIC) ausgestellt und hat daher keinen formalen oder staatlichen Charakter. Es stellt aber einen europaweit identischen hohen Standard dar, der teilweise deutlich über die nationalen Facharztprüfungen hinausgeht und eine internationale Vergleichbarkeit ermöglicht. Es bietet daher die Dokumentation eines hohen Ausbildungsstandes und kann bei Bewerbungen oder Karrieresprüngen entscheidend sein.
Zum Erwerb des DESAIC sind zwei Prüfungsteile notwendig. Der erste besteht aus zwei Multiple-Choice-Prüfungen (Basic Sciences und Clinical Sciences), der zweite ist eine mündliche Prüfung mit vier Einzelprüfungen. Während der erste Teil auch schon während der nationalen Weiterbildung zum Anästhesisten absolviert werden kann, erfordert die Zulassung zum zweiten, mündlichen Teil, den nationalen Facharzttitel für Anästhesiologie eines europäischen Landes (bzw. muss dieser im selben Kalenderjahr noch erworben werden). Sind beide Prüfungsteile bestanden, kann der Kandidat die Ausstellung der Urkunde beantragen. Erfolgreiche Kandidaten sind in vielen europäischen Ländern berechtigt, das Kürzel DESAIC bzw. die Vorbezeichnungen hinter dem Namen zu führen.
Das Pendant für Intensivmedizin ist das EDIC, welches von der European Society of Intensive Care Medicine (ESICM) vergeben wird.